# Auto-GPT
Auto-GPT és un "agent d'IA" que, donat un objectiu en llenguatge natural, intentarà aconseguir-ho dividint-lo en subtasques i utilitzant Internet i altres eines en un bucle automàtic. Utilitza les API GPT-4 o GPT-3.5 d'OpenAI, i es troba entre els primers exemples d'aplicació que utilitza GPT-4 per fer tasques autònomes.
A diferència dels sistemes interactius com ara ChatGPT, que requereixen ordres manuals per a cada tasca, Auto-GPT s'assigna nous objectius per treballar amb l'objectiu d'assolir un objectiu més gran, sense necessitat d'aportació humana obligatòria. És capaç d'executar respostes a les indicacions per assolir una tasca d'objectiu i, en fer-ho, crearà i revisarà les seves pròpies indicacions a instàncies recursives en resposta a informació nova. Gestiona la memòria a curt i llarg termini escrivint i llegint-ne bases de dades i fitxers; gestiona els requisits de longitud de la finestra de context amb un resum; pot dur a terme accions basades en Internet, com ara cerques web, formularis web i interaccions de l'API sense vigilància; i inclou text a veu per a la sortida de veu.
Els observadors promocionen la capacitat d'Auto-GPT d'escriure, depurar, provar i editar codi, fins i tot suggereixen que aquesta capacitat es pot estendre al propi codi font d'Auto-GPT que permet la millora personal. Tanmateix, com que els seus models GPT subjacents són propietaris, Auto-GPT no els pot modificar, i normalment no té accés al seu propi codi base del sistema.
El 14 de març de 2023, OpenAI va llançar el gran model de llenguatge GPT-4. Els observadors van quedar impressionats pel rendiment substancialment millorat del model en una àmplia gamma de tasques. Com a model de predicció de text, el GPT-4 no té capacitat per dur a terme accions de manera autònoma, però durant les proves de seguretat prèvies a la publicació, els investigadors de l'equip vermell van trobar que GPT-4 es podria habilitar per dur a terme accions al món real com convèncer un treballador de TaskRabbit perquè resolgui un repte CAPTCHA per a això. Un equip d'investigadors de Microsoft va argumentar que, donada l'amplitud d'habilitats de GPT-4 a nivells propers als dels humans, GPT-4 "podria veure's raonablement com una versió primerenca (encara encara incompleta) d'un sistema d'intel·ligència general artificial (AGI)". Els investigadors van destacar que els seus experiments també van trobar limitacions significatives en el sistema.
Auto-GPT va ser llançat el 30 de març de 2023 per Toran Bruce Richards, el fundador de l'empresa de videojocs Significant Gravitas Ltd. Es va convertir en el principal repositori de tendències a GitHub poc després del seu llançament, i des de llavors ha estat tendència repetida a Twitter.

## Aplicacions
Els desenvolupadors han creat AgentGPT, que integra AutoGPT al navegador web, permetent als no programadors crear els seus propis agents. Auto-GPT també es va utilitzar per crear ChaosGPT, donat l'objectiu de destruir la humanitat, que no va tenir èxit immediatament en fer-ho.